# Altötting
Altötting är en stad i den tyska delstaten Bayern, och är huvudstad i Altöttingdistriktet. Folkmängden uppgår till cirka 13 000 invånare.
Staden är känd för sitt Gnadenkapelle, en av de mest besökta helgedomarna i Tyskland. Detta är ett litet oktagonalt kapell med en vördad trästaty av Jungfru Maria. Enligt legenden, i 1489, botades ett treårigt drunknat barn när hennes sörjande mor lade henne framför statyn vid altaret. Nyheten om miraklet spred sig snabbt, och kapellet utökades med ett nav.